# Edentulina usambarensis
Edentulina usambarensis е вид коремоного от семейство Streptaxidae.

## Разпространение
Видът е разпространен в Танзания.